# قائمة ولاة صقلية المسلمين
الحكام المسلمين في صقلية هم حكام سيطروا على الجزيرة الصقلية وجنوب إيطاليا بعد الفتح، وكانت ولايتهم من عام 827 إلى عام 1061، ويمكن تقسيمهم إلى أربع مراحل:
- الأغالبة (827 - 910) حكام بالنيابة عن الدولة الأغلبية في القيروان
- الفاطميون (910 - 948) حكام بالنيابة عن الدولة الفاطمية
- المستقلون (948 – 1053) من إمارة بني كلب، وهي سلالة شيعية حكمت صقلية كإمارة مستقلة (إمارة صقلية).
- العصر القائدي (1053-1086): فترة من الطوائف والإمارات الصغيرة.

## ولاة الأغالبة (827-910)
- أسد بن الفرات (827-828)
- محمد بن غواري [الإيطالية] (828-829)
- زهير بن غوث [الإيطالية] (829-830)
- أصباغ بن وكيل [الإيطالية] (830)
- عثمان بن قهريب [الإيطالية] (830-832)
- أبو فهر محمد بن عبد الله (832-835)
- الفضل بن يعقوب بن فرازة (835)
- أبو الأغلب إبراهيم بن عبد الله (835-851)
- عباس بن الفضل (851-861)
- أحمد بن يعقوب ين فرازة [الإيطالية] (861-862)
- خفاجة بن سفيان (862-869)
- محمد بن خفاجة [الإيطالية] (869-871)
- محمد بن أبي حسين [الإيطالية] (871)
- رباح بن يعقوب [الإيطالية] (871)
- أبو عباس بن يعقوب بن عبد الله [الإيطالية] (871)
- عَبْدُ اللهِ بن يعقوب (871)
- أحمد بن يعقوب [الإيطالية] (872)
- الحسن بن رباح [الإيطالية] (872)
- أبو عباس عبد الله بن محمد [الإيطالية] (873)
- أبو مالك أحمد بن يعقوب [الإيطالية] (873-875)
- جعفر بن محمد التميمي (875-878)
- الأغلب بن محمد بن الأغلب [الإيطالية] (منقلب على السلطة، 878)
- الحسن بن رباح [الإيطالية] (للمرة الثانية، 878-881 ق)
- الحسن بن العباس (881-882)
- محمد بن الفضل (882-884/885)
- الحسين بن أحمد الأغلبي [الإيطالية] (884/885)
- سوادة بن محمد بن خفاجة [الإيطالية] (885-887)
- أبو العباس بن علي (المستغل، 887-890)
- سوادة بن محمد بن خفاجة [الإيطالية] (للمرة الثانية، 886-892)
- محمد بن فاضل (للمرة الثانية، 892-898)
- أحمد بن عمر بن عبد الله (898-900)
- عَبْدُ اللهِ بن إبراهيم بن أحمد (900)
- أبو مالك أحمد بن عمار بن عَبْدُ اللهِ (900)
- أبو العباس أبو عبد الله بن إبراهيم (900-902)
- إبراهيم بن أحمد الأغلبي (أمير تونس 875-902) (902)
- زيادة الله الثالث (أمير تونس 903-909) (902-903)
- محمد بن السرقوسي (903)
- علي بن محمد بن أبي الفوارس (903)
- أحمد بن أبي حسين بن رباح (903-909)
- علي بن محمد بن أبي الفوارس (للمرة الثانية، 909-910)

## الولاة الفاطميون (910-948)
- حسن بن أحمد بن علي بن كليب ، الملقب بابن أبي خنزير (910–912)
- خليل بن إسحاق (912)
- علي ب. عمر البلوي (912–913)
- أحمد ب. زيادة الله ب. رحبوب ( 913 – 916 )
- أبو سعيد موسى ب. أحمد الملقب بالضفاف (916–917)
- سليم ب. أسد بن رشيد القطامي (917–937)
- أبو العباس خليل ب. إسحاق ب. جناح (937-944)
- ابن عطاف الأزدي (944–946)
- محمد ب. أشعث (946–947)
- ابن عطاف الأزدي (المرة الثانية 947–948)

## أمراء فترة الكلبيين (948-1053)
- أبو القاسم الحسن بن علي بن أبي الحسين (948-954) (قُتل وصُلب في 964 م)
- أحمد الأول ب. الحسن أبي الحسين (954-969)
- أبو القاسم علي بن الحسن (969-982)
- جابر الكلبي [الإيطالية] (982-983)
- جعفر الكلبي [الإيطالية] (983-985)
- عبد الله الكلبي [الإيطالية] (985-989)
- يوسف بن الكلبي [الإيطالية] (989-998)
- جعفر الكلبي الثاني [الإيطالية] (998-1019)
- أحمد بن يوسف الأكحل [الإيطالية] (1019-1037)
- عبد الله بن المعز الزيري [الإيطالية] (1037-1040) (فترة خلو العرش، الحاكم زيري)[3]
- الحسن الصمصام [الإيطالية] (1040-1053)

## ولاة العصر القائدي (1053-1086)
بعد عام 1053، انهارت إمارة صقلية، مما أدى إلى ظهور نوع من "الطوائف" الصقلية، في ما يسمى أيضًا "فترة القائدات".
- قطانية (1053-؟): ابن المكلاتي حتى هزمه ابن الثمنة [الإيطالية]
- سيراكيوز وكاتانيا لاحقًا (1053-1062): ابن الثمنة [الإيطالية]
- جرجنتي وكاستروجيوفاني (1053-1065): ابن الحواس [الإيطالية] [4]
- طرابنس ومازرا (1053-1071): عبد الله بن منقوط
- أيوب بن تميم (الزيري): (1065-1068؛ وحّد الطوائف)
- باليرمو (1068-1071): الجمهورية [5]
- جيرجنتي وكاستروجيوفاني (1065-1087): حمود
- سيراكوزا وكاتانيا: (1071-1086) ابن عباد

في عام 1061 نزل النورمان في ميسينة، وفي عام 1072 احتلوا باليرمو. أما المدينة الأخيرة التي بقيت تحت الحكم العربي، وهي نوتو، فقد سقطت في عام 1091.

### الاستشهادات
1. ↑  Biblioteca arabo-sicula (بالإيطالية). E. Loescher. Vol. 2. 1881. p. 723. Archived from the original on 2024-12-25.
2. ↑  Metcalfe, Alex (11 Mar 2014). Muslims of Medieval Italy (بالإنجليزية). Edinburgh University Press. p. xii. ISBN:978-0-7486-8843-2. Archived from the original on 2024-12-25.
3. ↑  Carretto, Giacomo E.; Jacono, Claudio Lo; Ventura, Alberto (1982). Maometto in Europa: Arabi e Turchi in Occidente, 622-1922 (بالإيطالية). A. Mondadori. p. 265. Archived from the original on 2024-12-24.
4. ↑  Imprese del conte Ruggero e del fratello Roberto il Guiscardo. Flaccovio. 2000. ص. 53.
5. ↑  Storia dei musulmani di Sicilia (بالإيطالية). F. Le Monnier. Vol. 3. 1868. p. 109. Archived from the original on 2024-12-24.

## طالع أيضًا
- تاريخ صقلية الإسلامية
- إمارة صقلية
- تاريخ الإسلام في إيطاليا في العصور الوسطى
- قائمة ملوك صقلية